# Charles King (acteur)
Pour les articles homonymes, voir Charles King et King.
Charles King est un acteur américain né le 21 février 1895 à Hillsboro, au Texas, et mort le 7 mai 1957 à Hollywood. Il a joué dans plus de 400 films.

## Filmographie partielle
- 1915 : Naissance d'une nation de D. W. Griffith
- 1921 : Ayez donc des gosses (I Do) de Hal Roach
- 1930 : Chasing Rainbows de Charles Reisner
- 1930 : La Bande fantôme (Remote Control) d'Edward Sedgwick
- 1931 : Justiciers du Texas (Alias the Bad Man) de Phil Rosen
- 1933 : Un danger public (Picture Snatcher) de Lloyd Bacon
- 1935 : Mississippi de Wesley Ruggles et A. Edward Sutherland
- 1935 : Born to Battle de Harry S. Webb
- 1936 : The Phantom Rider de Ray Taylor
- 1936 : Le Défenseur silencieux de Chester M. Franklin
- 1937 : Trouble in Texas de Robert N. Bradbury
- 1937 : The Mystery of the Hooded Horsemen de Ray Taylor
- 1939 : Zorro et ses légionnaires de John English et William Witney
- 1940 : Le Fantôme du cirque (The Shadow) de James W. Horne
- 1941 : Deux Nigauds aviateurs d'Arthur Lubin
- 1944 : See Here, Private Hargrove de Wesley Ruggles
- 1945 : The Lady Confesses de Sam Newfield
- 1946 : Queen of Burlesque de Sam Newfield
- 1949 : Panique sauvage au far-west (en) (Stampede) de Lesley Selander
- 1949 : The Adventures of Sir Galahad de Spencer Gordon Bennet